# 존가트만

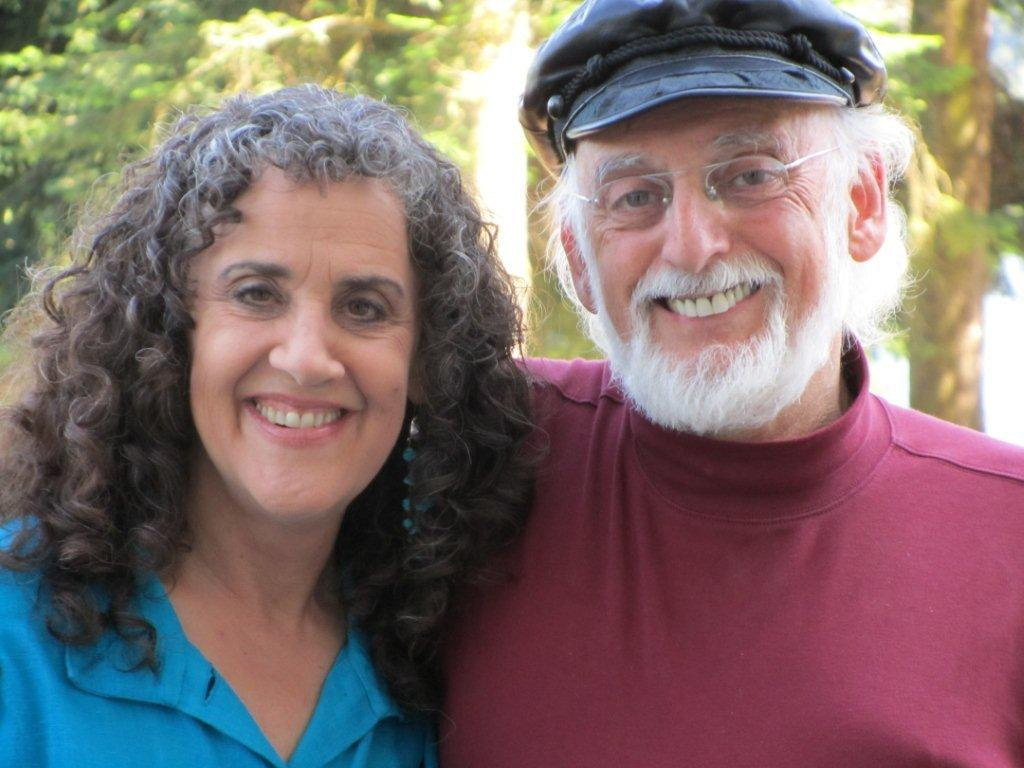
존 가트만 박사 와 쥴리 슈왈트 가트만 (Dr. John Gottman and Dr. Julie Schwartz Gottman)

존 가트만(John Mordecai Gottman, 1942.4.26~)은 심리학의 명예 교수이다. 그는 과학적 직접 관찰을 통해 결혼 안정성 및 관계 분석에 대한 연구로 유명하며, 그 중 다수는 동료 심사 논문에 발표되었다. 이 연구에서 파생 된 교훈은 관계 기능을 향상시키고 가트만 및 다른 연구자가 인간 관계에 해를 가하는 행동을 회피하는 것을 목표로하는 관계 상담 운동의 부분적 근거를 제시한다. 그의 연구는 또한 사회 서열 분석에 대한 중요한 개념의 개발에 중요한 영향을 미쳤다. 가트만은 워싱턴 대학교 심리학 명예 교수이다. 존 가트만 박사와 Julie Schwartz Gottman 박사는 The Gottman Institute라고 불리는 치료사 교육 기관의 책임자이다.

## 개요
가트만은 지난 20 세기의 가장 영향력있는 10 명의 치료사 중 한 명으로 2007년에 인정 받았다. "가트만의 연구에 따르면 커플이 어떻게 싸웠는지뿐만 아니라 어떻게 만들어졌는지 보여주었다. 커플이 싸움 후 성공적으로 화해하는 것을 배우면 시간이 지남에 따라 결혼 생활이 안정되었다.

## 결혼관계 유지 여부 판단법
가트만은 커플의 결혼 안정과 이혼을 예측할 수 있는 다양한 모델, 척도 및 공식을 개발했으며 이 분야에서 7 가지 연구를 완료했다. 그의 연구중 가장 잘 알려져 있는 연구는 신혼 부부에 관한 연구이다. 이 연구를 통해 부부의 이혼을 예측할 수 있는 부정적 행동 4가지를 제안하였다. 네가지 행동에는 상대방의 성격에 대한 비난, 우월한 위치에서의 경멸, 방어, 담쌓기가 있다. 반면, 안정적인 부부는 갈등을 온정적이고 긍정적 방법으로 다루고, 서로 지지하는 경향이 있다. 그는 그의 연구결과를 바탕으로 Gottman 부부치료를 개발하였다. 이 치료는 서로에 대한 존중, 애정, 친밀감을 발달시키고, 갈등을 해결하고, 서로에 대한 이해심을 향상시키는 것과, 갈등을 평온하게 해결하는 것을 목표로 한다. 가트만의 부부상담에서는 부부가 더 행복하고 안정적 결혼생활을 하도록 돕는다. 가트만의 부부치료는 결혼생활중 갈등을 조정하고, 처리하는 방법에 초점을 맞추고 있다.

## 실질적 솔루션
다음은 가트만이 결혼과 자녀 양육을 위해 개발한 방법 및 관행의 예를 들은 목록이다.

### 치료사 교육
가트만 연구센터 Gottman Relationship Institute는 새로운 치료사를 정기적으로 인증한다. 존 가트만과 John Gottman과 그의 아내 줄리 (Julie)가 이끄는 집중 2 일 세미나를 통해 3 단계의 전문 교육이 일반적으로 치료사를 돕기 위해 제공된다.]
연구 기반 방법을 통합하고 배우와의 관계에서 변화를 유도한다. 지속적인 친밀한 관계를 특징 짓는 커뮤니케이션 패턴, 친목 기반 및 갈등 관리 역학을 파악한다. 커플이 자비로 갈등을 관리하고 우정과 친밀감을 깊게 하며 인생 목적과 꿈을 나누도록 돕기위한 로드맵을 교육한다.

### 출산 전 워크숍
Bringing Baby Home은 18 일의 연습 문제와 다른 트릭을 사용하여 부모가 될 새 아기를 준비하는 데 도움이되는 2 일간의 세미나이다. 동료 검토 논문에서 Gottman은 무작위로 통제 된 (그러나 눈이 멀지 않은) 실험에서 워크숍에 참석 한 부부가 나중에 다음과 같이 대폭 개선되었다고 밝혔다: 워크샵이 없으면 70 %의 부부가 출생 전과 비교하여 결혼 만족도가 낮았다 (공통 발견); 산모의 58 %가 출산 후 우울증 증상을 나타 냈다. 워크샵에 참여함으로써 결혼 만족도는 감소하지 않았지만 어머니 중 22 %만이 우울 증상을 나타냈다.

### 자습용 도서
가트만은 감정적으로 지적인 아이들을 키우고 결혼 관계 개선 등에 대한 일반 대중을 위해 여러 가지 책을 저술하고 공동 저술했으며, 관계를 손상시키지 않고 새 아기를 출산하여 잘 성장시키는 방법에 대해서도 언급했다.

### 가트만식 Gottman 관계 치료법
가트만은 Gottman은 관계를 치료하는데 있어서, 지나친 자기 방어 (Defensiveness), 무관심 (Stonewalling) 및 경멸 과 무시(Contempt)와 비평등 관계를 깨트리는 4명의 기마병("Four Horseman")의 예를 통해 부부 관계의 위험에 대한 네 가지 중요한 예측 요소를 요약했다.

## 같이 보기
- 심리치료
- 긍정적 심리학
- 결혼을 지키는 7가지 원칙
- 친밀 관계